# Ash-cum-Ridley
Ash-cum-Ridley  è una parrocchia civile dell'Inghilterra sud-orientale, facente parte della contea del Kent e del distretto di Sevenoaks. Conta una popolazione di circa 7.000 abitanti.

## Geografia fisica

### Suddivisione amministrativa
La parrocchia civile di Ash-cum-Ridley comprende i seguenti centri abitati:
- Ash
- Hodsoll Street
- New Ash Green
- Ridley

## Storia
I villaggi di Ash e Ridley si svilupparono in epoca sassone.
In epoca normanna, la parrocchia di Ash venne divisa in due distinte proprietà.
La popolazione della parrocchia civile rimase numericamente modesta fino alla sviluppo di New Ash Green.
Nel 1987, i confini settentrionali della parrocchia civile furono ampliati per poter includere anche le nuove abitazioni di New Ash Green.